# MPhil, MRes

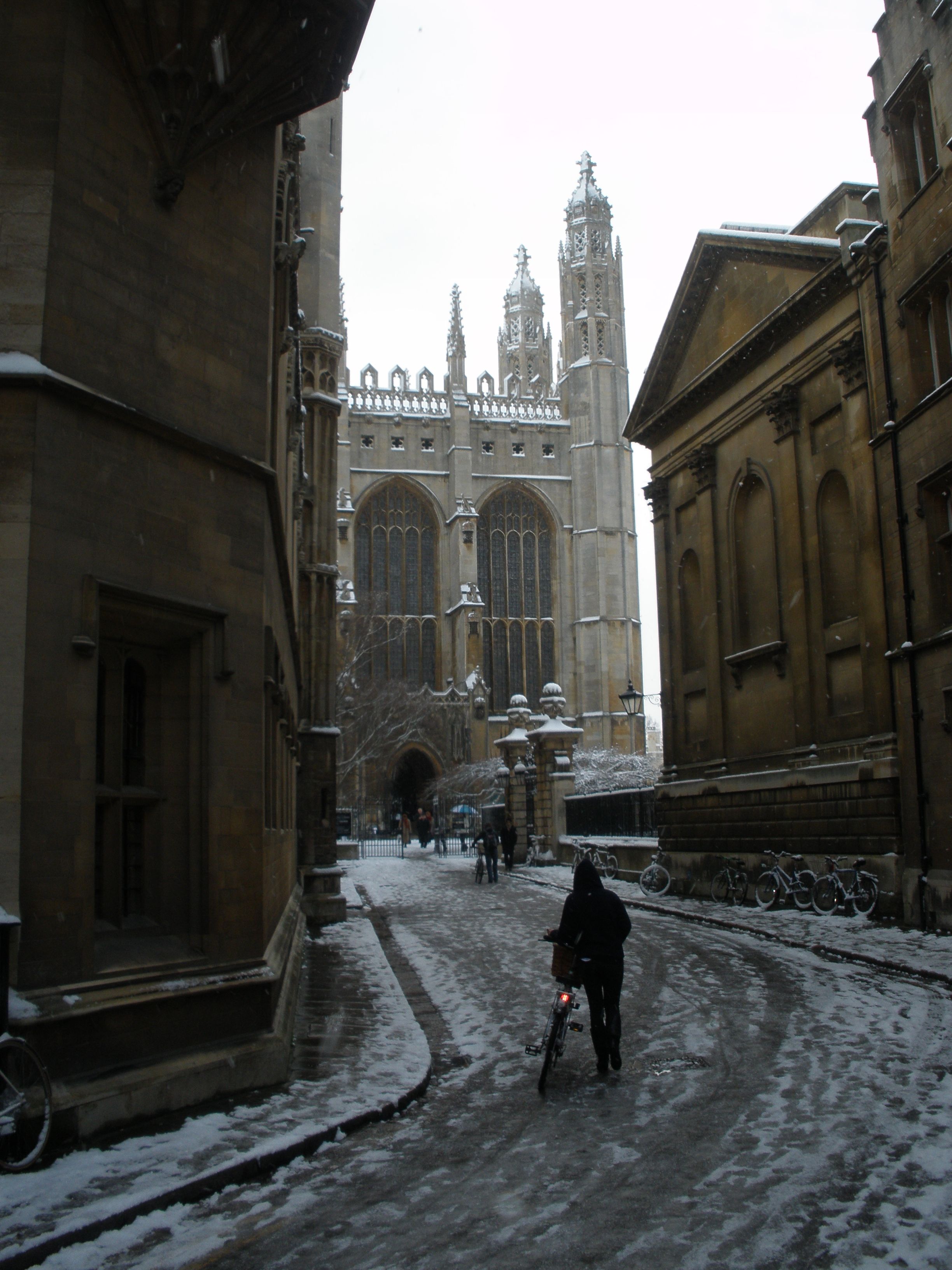
El extremo occidental de la capilla del King's College desde Trinity Lane en la nieve.

Master of Philosophy (abreviado MPhil) y Master of Research (abreviado MRes) son grados de investigación concedidos por la realización de una tesis. Son postgrados más avanzados que las maestrías de trayectoria profesional. 
Se trata de un grado previo al de Doctor dentro de un mismo programa de doctorado que algunas universidades otorgan como grado intermedio, y se otorga como forma de incentivar el ingreso de potenciales estudiantes de doctorado en el programa. Sin embargo, también suelen ser maestrías sin nexos con un doctorado en curso, pero que demanda mayor dedicación de tiempo que una maestría convencional.
El MRes es un grado más estructurado y organizado que la versión MPhil, generalmente diseñado para preparar a un estudiante para una carrera en la investigación avanzada. Por ejemplo, un MRes puede combinar la investigación individual con períodos de prácticas en establecimientos de investigación y suele tener más clases presenciales que demandan mayor tiempo.

## MPhil en Estados Unidos
Algunas universidades estadounidenses otorgan la Maestría en Filosofía bajo ciertas circunstancias. En esas instituciones (en particular la Universidad de Yale, la Universidad de Columbia y el Graduate Center de CUNY), el título es otorgado al doctorando cuando completa sus cursos necesarios y exámenes de calificación antes de la realización y defensa de su disertación doctoral. Esto reconoce el logro más allá de los Master of Arts y Master of Science, grados conferidos después de 1 o 2 años de estudios de posgrado, y formaliza la más coloquial «todo menos tesis de grado», porque la defensa de una propuesta de tesis es necesaria para esta atribución.
Muchos candidatos a Ph.D. en estas universidades ven la Maestría en Filosofía como una formalidad y optan por no recibirlo a fin de evitar el papeleo y los costos involucrados. Sin embargo, algunos programas no ofrecen una ruta en MA o MS, por lo que el MPhil es la primera oportunidad de recibir un grado entre la licenciatura y doctorado; otros pueden optar por no tomar la MA nominalmente inferior o MS a favor de la Maestría en Filosofía o el propio doctorado. Algunos colegios y universidades como la Universidad del Atlántico, la Universidad de Pennsylvania y la Universidad de Utah ofrecen una Maestría en Filosofía de forma independiente. Según WES, el programa de Maestría en Filosofía es tratado como un año del programa de postgrado avanzado.